# Enrique Baldivieso (provins)

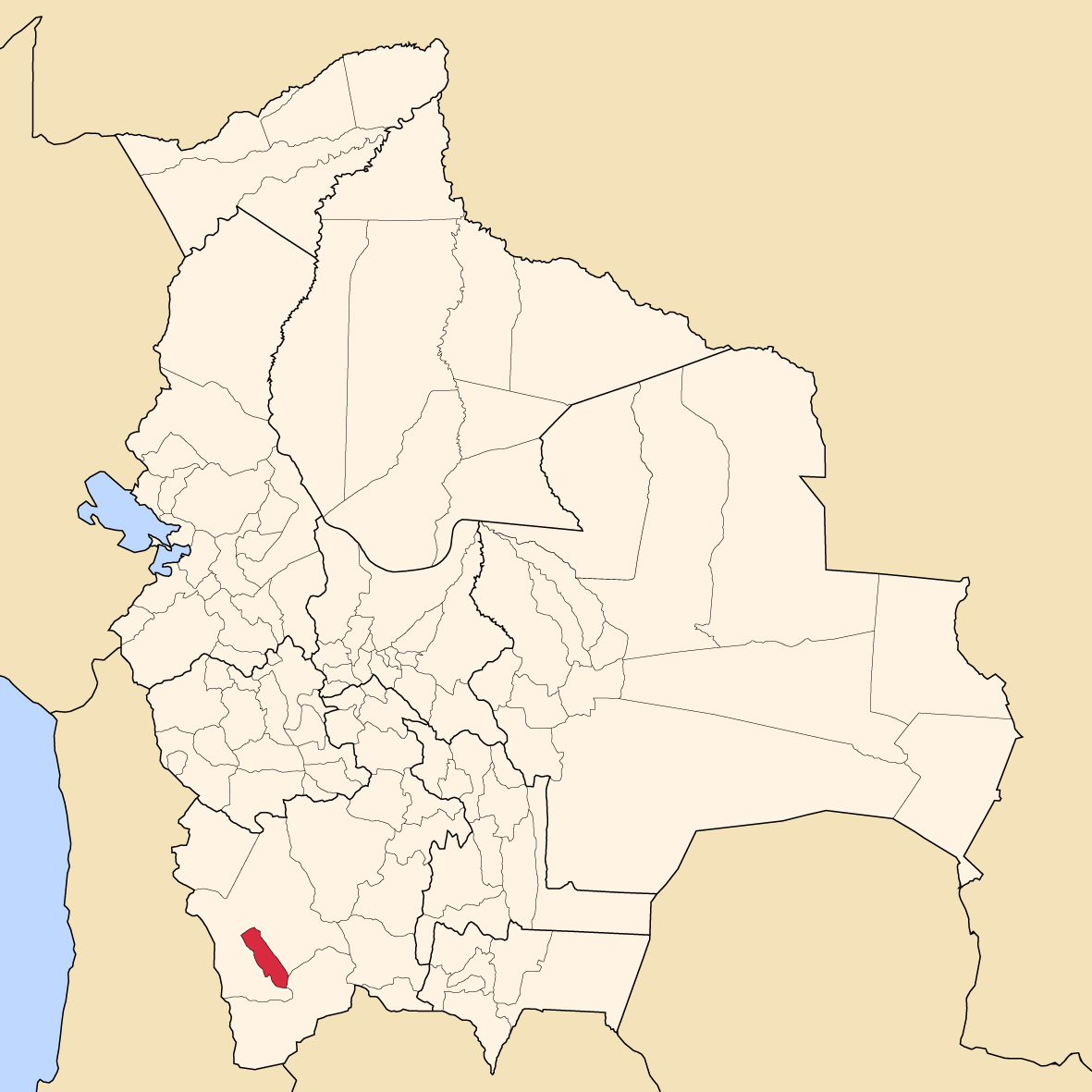
Provinsens läge i Bolivia

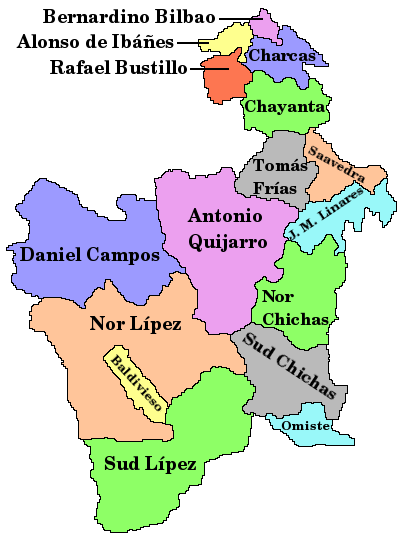
Provinser i Potosí

Enrique Baldivieso är en provins i departementet Potosí i Bolivia. Den administrativa huvudorten är San Agustín.